# Panama ai Giochi della XXV Olimpiade
Panama partecipò ai Giochi della XXV Olimpiade, svoltisi a Barcellona, Spagna, dal 25 luglio al 9 agosto 1992, con una delegazione di 5 atleti impegnati in quattro discipline.